# Маргарита I (графиня Анжу та Мена)
Маргарита Анжуйська (фр. Marguerite d'Anjou; 1273 — 31 грудня 1299) — принцеса Неаполя, у шлюбі — графиня Анжу і Мену (1290—1299). Мати короля Франції Філіпа VI. Була далеким нащадком Великих князів Київських.

## Біографія
Маргарита була старшою донькою короля Неаполя Карла II  та угорської принцеси Марії. Марія була донькою короля Стефана V, що був нащадком Великих князів Київських Володимира Мономаха та Ярослава Мудрого, праправнуком української княжни Єфросинії, доньки Великого князя Київського Мстислава Великого. Її мати — Єлизавета, була донькою половецького хана Котяна, вождя наддніпрянських племен, що мешкали на теренах сучасної України та були союзниками князів Київської Русі та його дружини: Галицької княжни, доньки князя Мстислава Галицького.
1284 року батько Маргарити опинився у полоні в Арагонського короля Петра III. 1288 року наступник Петра III, Альфонсо III, відпустив Карла II Анжуйського. Однією з умов звільнення було зобов'язання Карла II Анжуйського переконати іншого (титулярного) короля Арагону Карла Валуа, сина короля Франції Філіпа III, відмовитися від арагонської корони, наданої йому Папою Римським Мартином IV.
16 серпня 1290 року в Корбі був укладений шлюб між Карлом Валуа і Маргаритою Анжуйською. Як посаг дочці Карл II Анжуйський віддавав графства Анжу і Мен, а натомість Карл Валуа відмовився від претензій на Арагон. На шлюб було надано особливий дозвіл Папи Римського Миколи IV, оскільки наречений доводився нареченій троюрідним братом.
У шлюбі Маргарити і Карла Валуа народилось 6 дітей. Шлюб тривав дев'ять років.
Маргарита померла у віці 26 років 31 грудня 1299 року. Після її смерті Карл Валуа став одноосібним господарем Анжу і Мена.
Карл Валуа був ще двічі одружений. 1301 року він узяв другий шлюб з кузиною Маргарити — Катериною де Куртене. А 1308 р. одружився з Матильдою де Шатільойн.

## Родина
Чоловік — Карл Валуа
Діти:
- Ізабела (1292—1309) — з 1297 у шлюбі з герцогом Бретані Жаном III, дітей не було.
- Філіп VI (1293—1350) — король Франції, засновник королівської династії Валуа.
- Жанна (1294—1342) — з 1305 у шлюбі з Вільгельмом I д'Авену, граф Ено, Голландії й Зеландії.
- Маргарита (1295—1342) — з 1310 у шлюбі з Гі де Шатільоном, графом Блуа.
- Карл II (1297—1346) — граф Алансону і Першу; загинув у Битві при Кресі.
- Катерина (1299—1300) — померла в дитинстві.

## Генеалогія
Маргарита Анжуйська веде свій родовід, в тому числі, й від Великих князів Київських Мстислава Великого та Володимира Мономаха.